# Nousty

Nousty este o comună în departamentul Pyrénées-Atlantiques din sud-vestul Franței. În 2009 avea o populație de 1.441 de locuitori.

## Evoluția populației
| An        | 1975 | 1982 | 1990 | 1999 | 2006  | 2009  |
| --------- | ---- | ---- | ---- | ---- | ----- | ----- |
| Populație | 578  | 610  | 672  | 736  | 1.078 | 1.441 |